# Mustapha Kiddi
Mustapha Kiddi (ar. مصطفى قدي; ur. 19 stycznia 1964 w Marrakeszu) – marokański piłkarz grający na pozycji napastnika. W swojej karierze rozegrał 6 meczów w reprezentacji Maroka.

## Kariera klubowa
W swojej karierze piłkarskiej Kiddi grał w klubach Kawkab Marrakesz (1983-1993) i Ittihad Tanger (1993-1994). Z Kawkabem wywalczył tytuł mistrza Maroka w sezonie 1991/1992 oraz dwa wicemistrzostwa Maroka w sezonach 1986/1987 i 1987/1988 oraz zdobył trzy Puchary Maroka w sezonach 1986/1987, 1990/1991 i 1992/1993.

## Kariera reprezentacyjna
W reprezentacji Maroka Kiddi zadebiutował 5 lutego 1988 w przegranym 1:2 towarzyskim meczu z Francją, rozegranym w Monako. W 1988 roku powołano go do kadry na Puchar Narodów Afryki 1988. Wystąpił na nim w jednym meczu, o 3. miejsce z Algierią (1:1, k. 3:4). Z Marokiem zajął 4. miejsce w tym turnieju. W kadrze narodowej od 1988 do 1989 zagrał 6 razy.